# David Clark Company

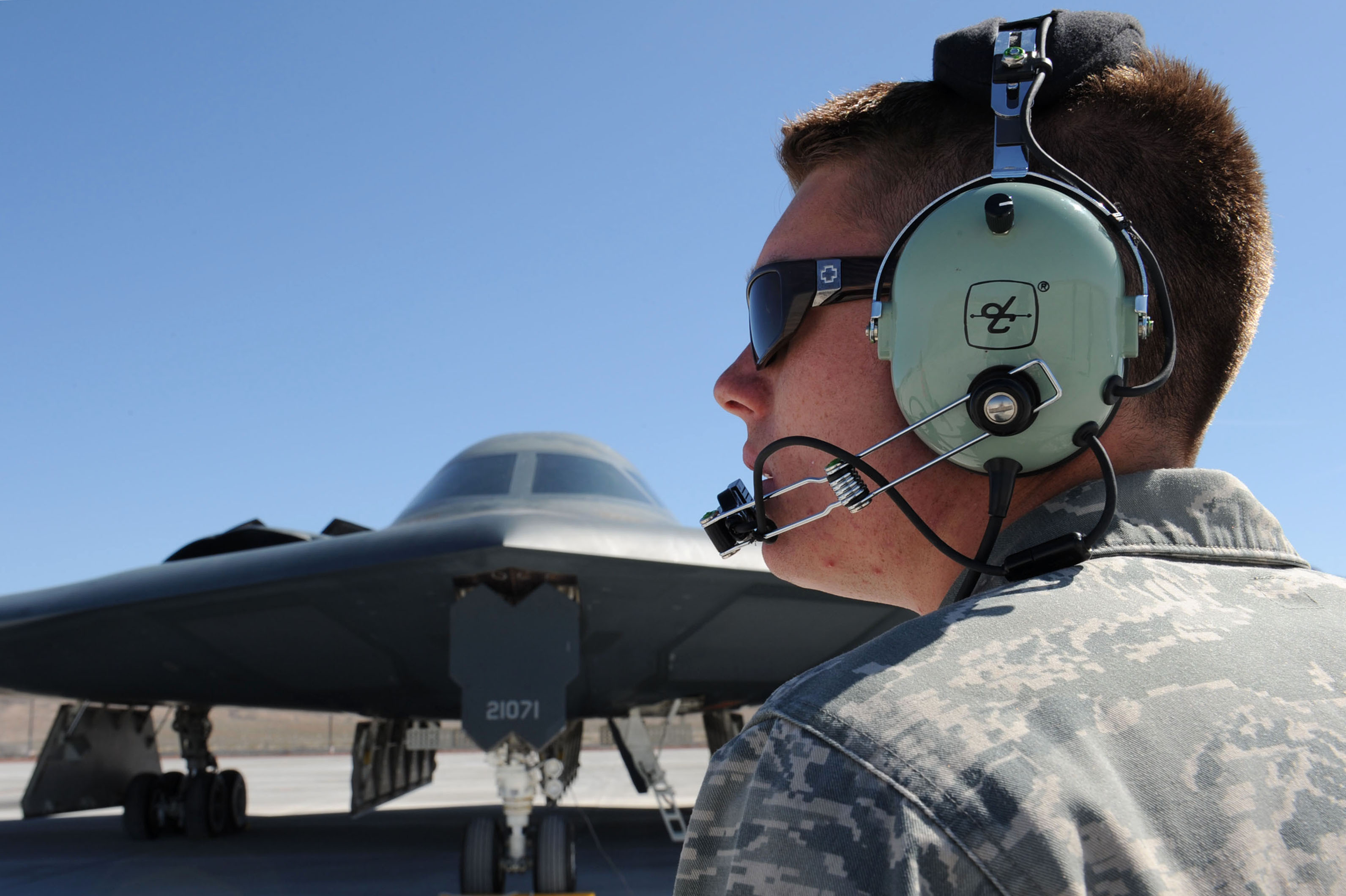
Un militaire américain avec un casque DCC. Un Northrop B-2 Spirit est visible en arrière-plan.

La David Clark Company (DCC) est une entreprise américaine spécialisée dans la conception et la fabrication d'équipements de protection pour l'aérospatiale et l'industrie.
Elle est notoire pour ses combinaisons pressurisées et spatiales, casques et plusieurs produits de sécurité.
Fondée en 1935 et basée à Worcester au Massachusetts, DCC a participé à l'équipement des pilotes de chasse alliés pendant la Seconde Guerre mondiale ou encore aux combinaisons Gemini des astronautes du programme Gemini.
La société est connue pour ses systèmes de casques de communication à atténuation du bruit dotés de microphones à perche.